# Lijst van rijksmonumenten in Gorinchem (plaats)
De stad Gorinchem telt 213 inschrijvingen in het rijksmonumentenregister. Hieronder een compleet overzicht. De 24 inschrijvingen die onderdeel zijn van het rijksmonumentencomplex Vesting Gorinchem staan hieronder in een afzonderlijke sectie. Daarnaast kent de gemeente nog 189 andere rijksmonumenten verspreid door de gemeente.

## Diverse rijksmonumenten
Verspreid door Gorinchem bevinden zich de volgende 189 rijksmonumenten:
| Object | Oorspronkelijke functie?  | Bouwjaar                                                              | Architect | Locatie | Coördinaten?                  | Nr.?   | Afbeelding |
| --- | ------------------------- | --------------------------------------------------------------------- | --- | --- | ----------------------------- | ------ | --- |
| Gasthuispoortje | Fort, vesting en -onderdl | tweede helft 15e eeuw (doorgang) 1391 (steen)                         | | Achter de Kerk bij 4 | 51° 49' 48" NB, 4° 58' 24" OL | 16699  | Meer afbeeldingen |
| Winkelpui | Winkel                    | 1902                                                                  | | Appeldijk 3 | 51° 49' 47" NB, 4° 58' 38" OL | 525119 | Meer afbeeldingen |
| Hoekpand Vogelensangsteeg. Lijstgevel met schuif- en draairamen | Werk-woonhuis             | midden 19e eeuw                                                       | | Appeldijk 9 | 51° 49' 46" NB, 4° 58' 39" OL | 16539  | Hoekpand Vogelensangsteeg. Lijstgevel met schuif- en draairamen |
| Pakhuis met kroonlijst en getoogde vensters | Woonhuis                  | 1839                                                                  | | Appeldijk 11 | 51° 49' 46" NB, 4° 58' 38" OL | 16540  | Meer afbeeldingen |
| Huis met schilddak, waarin dakvenster met vleugelstukken. Lijstgevel ter breedte van vier assen. Deur met pilasteromlijsting, schuiframen, stoep met palen                                                        | Woonhuis                  | 1841                                                                  | | Appeldijk 13 | 51° 49' 46" NB, 4° 58' 38" OL | 16541  | Meer afbeeldingen |
| Patriciershuis | Woonhuis                  | derde kwart 18e eeuw                                                  | | Appeldijk 21 | 51° 49' 45" NB, 4° 58' 37" OL | 16542  | Meer afbeeldingen |
| Hoekpand Nieuwsteeg met lijstgevel. Jaartal in baksteen. Deur met gesneden kalf en pilasteromlijsting | Woonhuis                  | 1844                                                                  | | Appeldijk 23 | 51° 49' 45" NB, 4° 58' 37" OL | 16543  | Meer afbeeldingen |
| Winkelpui | Winkel                    | 1903                                                                  | | Appeldijk 25 | 51° 49' 45" NB, 4° 58' 37" OL | 525120 | Meer afbeeldingen |
| Pakhuis met gepleisterde gevel onder rechte lijst met getoogde vensters. Gevelsteen: "DIT IS INT KORNSCHIP" | Woonhuis                  | 1611                                                                  | | Appeldijk 31 | 51° 49' 44" NB, 4° 58' 38" OL | 16545  | Meer afbeeldingen |
| Pakhuis met gevel onder rechte lijst met getoogde vensters | Woonhuis                  | midden 19e eeuw                                                       | | Appeldijk 33 | 51° 49' 44" NB, 4° 58' 37" OL | 16546  | Meer afbeeldingen |
| Hoekpand Blauwehaansteeg met gepleisterde lijstgevel | Woonhuis                  | eerste helft 19e eeuw                                                 | | Appeldijk 37 | 51° 49' 43" NB, 4° 58' 37" OL | 16547  | Meer afbeeldingen |
| Huis met gepleisterde lijstgevel met hardstenen plint en stucdecoratie | Woonhuis                  | 19e eeuw                                                              | | Appeldijk 63 | 51° 49' 42" NB, 4° 58' 37" OL | 16548  | Meer afbeeldingen |
| Huis met lijstgevel | Woonhuis                  | 18e eeuw                                                              | | Appeldijk 65 | 51° 49' 42" NB, 4° 58' 37" OL | 16549  | Huis met lijstgevel |
| Huis met schilddak, waarin dakvenster met vleugelstukken | Woonhuis                  | 19e eeuw                                                              | | Appeldijk 67 | 51° 49' 42" NB, 4° 58' 37" OL | 16550  | Huis met schilddak, waarin dakvenster met vleugelstukken |
| Suikerfabriek met bijbehorende ketelhuis | Industrie                 | 1871                                                                  | | Arkelsedijk 46 | 51° 50' 37" NB, 4° 59' 13" OL | 525118 | Suikerfabriek met bijbehorende ketelhuis |
| De Ark: Kapeltoren van de voormalige H. Geestgasthuis | Kerk en kerkonderdeel     |                                                                       | | Arkelstraat 28 | 51° 49' 52" NB, 4° 58' 33" OL | 16551  | Meer afbeeldingen |
| Nooit Volmaakt | Industrie- en poldermolen | 1718 / 1763 / 1889                                                    | | Bagijnenwal 38 | 51° 49' 59" NB, 4° 58' 37" OL | 16690  | Meer afbeeldingen |
| Voormalig wachthuis | Militair verblijfsgebouw  | 1586 (eerste vermelding)                                              | | Blauwe Torenstraat 3 | 51° 49' 56" NB, 4° 58' 42" OL | 16552  | Meer afbeeldingen |
| Deftig dwarshuis van alleen begane-grond met zadeldak, waarin drie dakvensters met vleugelstukken. Gepleisterde lijstgevel met hardstenen plint en links van de deur schuiframen uit de bouwtijd. Stoep met palen | Bedrijfs-,fabriekswoning  | eerste helft 19e eeuw                                                 | | Boerenstraat 3 | 51° 49' 45" NB, 4° 58' 22" OL | 16553  | Meer afbeeldingen |
| Huis met gepleisterde lijstgevel | Woonhuis                  | mogelijk ca. 1800                                                     | | Boerenstraat 5 | 51° 49' 44" NB, 4° 58' 21" OL | 16554  | Meer afbeeldingen |
| Huis met gepleisterde lijstgevel | Woonhuis                  | mogelijk ca. 1800                                                     | | Boerenstraat 7 | 51° 49' 44" NB, 4° 58' 22" OL | 16555  | Meer afbeeldingen |
| Huis met gepleisterde lijstgevel | Woonhuis                  | mogelijk ca. 1800                                                     | | Boerenstraat 9 | 51° 49' 44" NB, 4° 58' 22" OL | 16556  | Meer afbeeldingen |
| Voormalige Agnietenklooster | Woonhuis                  | 18e / 19e eeuw                                                        | | Boerenstraat 11 | 51° 49' 43" NB, 4° 58' 23" OL | 16557  | Meer afbeeldingen |
| Huis met gepleisterde lijstgevel met composiete kapitelen dragende pilasters ter weerszijden van de deur en schuiframen                                                                                           | Woonhuis                  | derde kwart 19e eeuw                                                  | | Boerenstraat 22 | 51° 49' 44" NB, 4° 58' 20" OL | 16558  | Huis met gepleisterde lijstgevel met composiete kapitelen dragende pilasters ter weerszijden van de deur en schuiframen                                                      |
| Huis met gepleisterde lijstgevel met in de verdieping schuiframen en dakvenster met balustrade | Werk-woonhuis             | 19e eeuw                                                              | | Boerenstraat 26 | 51° 49' 43" NB, 4° 58' 20" OL | 16559  | Huis met gepleisterde lijstgevel met in de verdieping schuiframen en dakvenster met balustrade                                                                               |
| Huis met zadeldak en gepleisterde lijstgevel | Woonhuis                  | laatste kwart 19e eeuw                                                | | Boerenstraat 32 | 51° 49' 43" NB, 4° 58' 21" OL | 16560  | Meer afbeeldingen |
| Twee carrés met 8 hoogbouwblokken; onderdeel complex Het Kremlin | Woonhuis                  | 1959                                                                  | A. Evers en G.J.M. Sarlemijn                                                                                      | Boogschutterstraat 2B t/m 28D, Busschieterstraat 1 t/m 27D, Colvenierstraat 2 t/m 24C, Hellebardierstraat 1A t/m 28A, Koningstabelstraat 1 t/m 55 | 51° 50' 22" NB, 4° 57' 41" OL | 530956 | Meer afbeeldingen |
| Woonhuis met verdieping en kapverdieping onder pannen zadeldak, voorzien van een 19e-eeuwse houten winkelpui met pilasters en geprofileerde kroonlijst met consoles, en een hoge trapgevel                        | Woonhuis                  | 17e eeuw (oorsprong)                                                  | | Burgstraat 7 | 51° 49' 48" NB, 4° 58' 39" OL | 16562  | Meer afbeeldingen |
| 't Coemt al van Godt | Werk-woonhuis             | 1563                                                                  | | Burgstraat 30 | 51° 49' 47" NB, 4° 58' 42" OL | 16563  | Meer afbeeldingen |
| Bakstenen woonhuis | Woonhuis                  | midden 16e eeuw                                                       | | Burgstraat 31 | 51° 49' 48" NB, 4° 58' 42" OL | 511389 | Meer afbeeldingen |
| Woonhuis voorzien van een classicistische, gepleisterde lijstgevel uit ca. 1800 | Woonhuis                  | ca. 1560                                                              | | Burgstraat 33 | 51° 49' 48" NB, 4° 58' 42" OL | 511388 | Meer afbeeldingen |
| Terrein met sporen van bewoning uit het Mesolithicum, Neolithicum en mogelijk Bronstijd | Gebouw                    | Mesolithicum, Neolithicum en mogelijk bronstijd                       | | Dalem Donk (ongeveer); ten zuidoosten van Gorinchem aan de noordoever v/d Merwede                                                                 | 51° 49' 46" NB, 4° 59' 44" OL | 531041 | Terrein met sporen van bewoning uit het Mesolithicum, Neolithicum en mogelijk Bronstijd                                                                                      |
| Nieuwe Hollandse Waterlinie Cluster 72 Tussenstelling Spijksche Veld: Groepsschuilplaatsen type P | Bomvrij militair object   | 1939-1940                                                             | | Dalemse Zeiving | 51° 50' 3" NB, 5° 1' 44" OL   | 532020 | Nieuwe Hollandse Waterlinie Cluster 72 Tussenstelling Spijksche Veld: Groepsschuilplaatsen type P                                                                            |
| Huis met puntgevel met vlechtingen en geprofileerde waterlijst van baksteen | Woonhuis                  | ca. 1600                                                              | | Dalemstraat 52 | 51° 49' 43" NB, 4° 58' 47" OL | 16564  | Meer afbeeldingen |
| Huis met gepleisterde lijstgevel | Woonhuis                  | eerste helft 19e eeuw of 17e eeuw                                     | 1 | Dalemstraat 68 | 51° 49' 39" NB, 4° 58' 42" OL | 16565  | Huis met gepleisterde lijstgevel |
| De Hoop | Industrie- en poldermolen | 1764                                                                  | | Dalemwal 3 | 51° 49' 41" NB, 4° 58' 55" OL | 16691  | Meer afbeeldingen |
| Dalempoort | Fort, vesting en -onderdl | ca. 1600 (bouw) 1770 (vergroot)                                       | | Dalemwal 25 | 51° 49' 41" NB, 4° 58' 56" OL | 16694  | Meer afbeeldingen |
| Hoekpand Bornsteeg. Dwarshuis met schilddak en gevel onder rijk gesneden lijst | Werk-woonhuis             | eerste helft 19e eeuw                                                 | | Eind 2 | 51° 49' 41" NB, 4° 58' 32" OL | 16569  | Hoekpand Bornsteeg. Dwarshuis met schilddak en gevel onder rijk gesneden lijst                                                                                               |
| Woning voor brug- en sluispersoneel | Dienstwoning              | 1910                                                                  | Rijkswaterstaat, 10e directie, noordelijk arrondissement onder leiding van ir. Adrianus Antoni Henri Willem König | Eind 3 | 51° 49' 42" NB, 4° 58' 33" OL | 525122 | Meer afbeeldingen |
| Tot een huis samengetrokken panden achter lijstgevel met getoogde vensters. In de bovenverdieping schuiframen | Werk-woonhuis             | tweede helft 19e eeuw                                                 | | Eind 6 | 51° 49' 41" NB, 4° 58' 32" OL | 16570  | Meer afbeeldingen |
| Huis onder schilddak | Werk-woonhuis             | tweede helft 19e eeuw                                                 | | Eind 10 | 51° 49' 41" NB, 4° 58' 32" OL | 16571  | Meer afbeeldingen |
| Huis met gepleisterde lijstgevel | Werk-woonhuis             | eerste helft 19e eeuw                                                 | | Eind 15 | 51° 49' 38" NB, 4° 58' 31" OL | 16566  | Meer afbeeldingen |
| Huis met gepleisterde lijstgevel | Woonhuis                  | mogelijk 18e eeuw                                                     | | Eind 17 | 51° 49' 38" NB, 4° 58' 31" OL | 16567  | Meer afbeeldingen |
| Merwezicht | Werk-woonhuis             | mogelijk eerste helft 19e eeuw                                        | | Eind 19 | 51° 49' 37" NB, 4° 58' 31" OL | 16568  | Meer afbeeldingen |
| Huis met deftige gepleisterde lijstgevel | Werk-woonhuis             | eerste helft 19e eeuw                                                 | | Eind 20 | 51° 49' 40" NB, 4° 58' 31" OL | 16572  | Meer afbeeldingen |
| Pand met eenvoudige lijstgevel ca | Woonhuis                  | mogelijk 17e eeuw / ca. 1840 / eerste helft 19e eeuw                  | | Eind 22 | 51° 49' 40" NB, 4° 58' 31" OL | 16573  | Meer afbeeldingen |
| Pand met eenvoudige lijstgevel ca | Woonhuis                  | ca. 1840 / eerste helft 19e eeuw                                      | | Eind 24 | 51° 49' 40" NB, 4° 58' 31" OL | 16574  | Meer afbeeldingen |
| Dit is in Bethlehem | Woonhuis                  | 1566                                                                  | | Gasthuisstraat 25 | 51° 49' 49" NB, 4° 58' 27" OL | 16575  | Meer afbeeldingen |
| Hoekpand Botersteeg. Afgeknotte renaissance-trapgevel met natuurstenen banden, ontlastingsbogen van het Dordtse type op kraagstenen met binnen de bogen vlechtwerk. Voorbeeld van 19e-eeuwse winkelpui            | Werk-woonhuis             | eerste helft 17e eeuw                                                 | | Gasthuisstraat 30 | 51° 49' 50" NB, 4° 58' 27" OL | 16581  | Meer afbeeldingen |
| In de Gulde Capel | Werk-woonhuis             | midden 19e eeuw                                                       | | Gasthuisstraat 36 | 51° 49' 50" NB, 4° 58' 25" OL | 16582  | Meer afbeeldingen |
| Huis met eenvoudige lijstgevel onder oudere lijst | Werk-woonhuis             | derde kwart 19e eeuw / 18e eeuw                                       | | Gasthuisstraat 45 | 51° 49' 49" NB, 4° 58' 25" OL | 16576  | Huis met eenvoudige lijstgevel onder oudere lijst |
| Breed pand, ontstaan door samentrekking van twee huizen van middeleeuwse oorsprong | Werk-woonhuis             | 18e eeuw                                                              | | Gasthuisstraat 47 | 51° 49' 49" NB, 4° 58' 24" OL | 16577  | Meer afbeeldingen |
| Huis met gepleisterde lijstgevel | Werk-woonhuis             | ca. 1800                                                              | | Gasthuisstraat 49 | 51° 49' 49" NB, 4° 58' 24" OL | 16578  | Upload foto |
| De Rijzende Zon | Werk-woonhuis             | 1727                                                                  | | Gasthuisstraat 53 | 51° 49' 49" NB, 4° 58' 23" OL | 16579  | Meer afbeeldingen |
| Huis met eenvoudige lijstgevel ter breedte van vier assen | Werk-woonhuis             | tweede helft 19e eeuw                                                 | | Gasthuisstraat 59 | 51° 49' 49" NB, 4° 58' 23" OL | 16580  | Huis met eenvoudige lijstgevel ter breedte van vier assen |
| Gepleisterde lijstgevel voor huis onder hoog schilddak met dakvensters | Woonhuis                  | 18e eeuw                                                              | | Groenmarkt 3 | 51° 49' 45" NB, 4° 58' 26" OL | 16583  | Meer afbeeldingen |
| Pand met gepleisterde lijstgevel van midden-19e-eeuws karakter. Eenvoudige stoeppalen | Werk-woonhuis             | mogelijk 16e eeuw (oorsprong)                                         | | Groenmarkt 4 | 51° 49' 45" NB, 4° 58' 25" OL | 16584  | Pand met gepleisterde lijstgevel van midden-19e-eeuws karakter. Eenvoudige stoeppalen                                                                                        |
| Hoekpand onder hoog schilddak. Eenvoudige gepleisterde lijstgevel van midden-19e-eeuws karakter | Woonhuis                  | mogelijk 16e eeuw (oorsprong)                                         | | Groenmarkt 6 | 51° 49' 45" NB, 4° 58' 25" OL | 16585  | Hoekpand onder hoog schilddak. Eenvoudige gepleisterde lijstgevel van midden-19e-eeuws karakter                                                                              |
| St. Janskerk of Grote kerk | Kerk en kerkonderdeel     | 1845                                                                  | I. Warnsinck | Groenmarkt 7 | 51° 49' 46" NB, 4° 58' 23" OL | 381885 | Meer afbeeldingen |
| Oudevrouwenhuis / het Dameshuis | Sociale zorg, liefdadigh. | eerste helft 19e eeuw (schuif- en draairamen)                         | | Groenmarkt 8 | 51° 49' 49" NB, 4° 58' 25" OL | 16586  | Meer afbeeldingen |
| Huis met rijzige trapgevel met natuurstenen banden, geblokte ontlastingsbogen en muurankers | Werk-woonhuis             | eerste helft 17e eeuw                                                 | | Groenmarkt 11 | 51° 49' 48" NB, 4° 58' 26" OL | 16587  | Meer afbeeldingen |
| In de granaet appel | Werk-woonhuis             | 1671 (steen)                                                          | | Grote Markt 11 | 51° 49' 46" NB, 4° 58' 30" OL | 16589  | Meer afbeeldingen |
| Dubbel woonhuis | Woonhuis                  | 1902                                                                  | Johannes de Bie                                                                                                   | Grote Markt 14 | 51° 49' 45" NB, 4° 58' 28" OL | 525125 | Meer afbeeldingen |
| Herenhuis, verwant aan neo-Hollandse renaissance met details in art nouveau | Werk-woonhuis             | 1909                                                                  | Johannes de Bie                                                                                                   | Grote Markt 16 | 51° 49' 45" NB, 4° 58' 28" OL | 525099 | Herenhuis, verwant aan neo-Hollandse renaissance met details in art nouveau                                                                                                  |
| Kantoor in de stijl van de Neo-Hollandse Renaissance | Werk-woonhuis             | 1909                                                                  | Johannes de Bie                                                                                                   | Grote Markt 16 | 51° 49' 45" NB, 4° 58' 28" OL | 525100 | Meer afbeeldingen |
| Stadhuis | Bestuursgebouw en onderdl | 1899-1860                                                             | A.W. van Dam | Grote Markt 17 | 51° 49' 47" NB, 4° 58' 28" OL | 16590  | Meer afbeeldingen |
| Huis met eenvoudige lijstgevel | Woonhuis                  | 18e eeuw                                                              | | Grote Markt 22 | 51° 49' 48" NB, 4° 58' 28" OL | 16591  | Meer afbeeldingen |
| Huis met eenvoudige lijstgevel | Werk-woonhuis             | mogelijk eerste helft 19e eeuw (huis) eerste kwart 17e eeuw (poortje) | | Grote Markt 24 | 51° 49' 48" NB, 4° 58' 29" OL | 16592  | Meer afbeeldingen |
| Huis met dwars schilddak en lijstgevel | Woonhuis                  | ca. 1800                                                              | | Grote Markt 26 | 51° 49' 48" NB, 4° 58' 29" OL | 16593  | Meer afbeeldingen |
| Gepleisterd lijstgeveltje met poort. Huis onder schilddak, waarin dakvenster met vleugelstukken | Woonhuis                  | eerste helft 19e eeuw                                                 | | Grote Markt 28 | 51° 49' 48" NB, 4° 58' 29" OL | 16594  | Meer afbeeldingen |
| Wilhelminafontein | Straatmeubilair           | 1889                                                                  | | Grote Markt (ongenummerd) | 51° 49' 47" NB, 4° 58' 26" OL | 525124 | Meer afbeeldingen |
| De Groote Societeit | Woonhuis                  | 1893                                                                  | Johannes de Bie                                                                                                   | Eind 26 | 51° 49' 39" NB, 4° 58' 31" OL | 525123 | Meer afbeeldingen |
| Pand van vijf vensterassen breedte onder zadeldak, waarin getoogde dakvensters met vleugelstukken | Woonhuis                  | ca. 1800                                                              | | Haarstraat 2 | 51° 49' 50" NB, 4° 58' 22" OL | 16602  | Meer afbeeldingen |
| Huis met schilddak en gepleisterde lijstgevel | Woonhuis                  | eerste helft 19e eeuw                                                 | | Haarstraat 3 | 51° 49' 50" NB, 4° 58' 22" OL | 16595  | Huis met schilddak en gepleisterde lijstgevel |
| Huis met gepleisterde lijstgevel | Woonhuis                  | derde kwart 19e eeuw                                                  | | Haarstraat 7 | 51° 49' 51" NB, 4° 58' 21" OL | 16596  | Meer afbeeldingen |
| Huis met schilddak, waarin dakvensters met vleugelstukken | Woonhuis                  | eerste helft 19e eeuw                                                 | | Haarstraat 13 | 51° 49' 51" NB, 4° 58' 22" OL | 16597  | Huis met schilddak, waarin dakvensters met vleugelstukken |
| Hoekpand (naast R.K.Kerk). Pand met schilddak, aan de achterzijde afgesloten door een puntgevel. Gepleisterde lijstgevel met schuiframen in de verdiepingen. Zijgevel modern                                      | Woonhuis                  | mogelijk eerste helft 19e eeuw                                        | | Haarstraat 21 | 51° 49' 51" NB, 4° 58' 22" OL | 16598  | Hoekpand (naast R.K.Kerk). Pand met schilddak, aan de achterzijde afgesloten door een puntgevel. Gepleisterde lijstgevel met schuiframen in de verdiepingen. Zijgevel modern |
| St. Nicolaas Pieck en Gezellenkerk | Kerk en kerkonderdeel     | 1838                                                                  | J. van Nune | Haarstraat 23 | 51° 49' 52" NB, 4° 58' 21" OL | 354418 | Meer afbeeldingen |
| Laetitia | Woonhuis                  | tweede helft 18e eeuw                                                 | | Haarstraat 27 | 51° 49' 53" NB, 4° 58' 22" OL | 16599  | Meer afbeeldingen |
| De Lindenborg (voormalige ziekengastenhuis) | Gezondheidszorg           | 1866-1867                                                             | | Haarstraat 101 | 51° 49' 55" NB, 4° 58' 24" OL | 16601  | Meer afbeeldingen |
| Huis onder zadeldak | Woonhuis                  | ca. 1800                                                              | | Haarstraat bij 10 | 51° 49' 51" NB, 4° 58' 23" OL | 16603  | Meer afbeeldingen |
| Huis met gaaf bewaarde tuitgevel met deur, voorzien van klopper en neogotisch bovenlicht | Woonhuis                  | 18e/19e eeuw                                                          | | Haarstraat 58 | 51° 49' 53" NB, 4° 58' 25" OL | 16604  | Huis met gaaf bewaarde tuitgevel met deur, voorzien van klopper en neogotisch bovenlicht                                                                                     |
| Huis met lijstgevel met deuromlijsting door geblokte pilasters | Woonhuis                  | 1854 (steen)                                                          | | Havendijk 18 | 51° 49' 49" NB, 4° 58' 38" OL | 16605  | Meer afbeeldingen |
| Huis met lijstgevel met geprofileerde vensterdorpels en geblokte deurpilaster | Woonhuis                  | tweede helft 18e eeuw                                                 | | Havendijk 20 | 51° 49' 50" NB, 4° 58' 39" OL | 16606  | Meer afbeeldingen |
| Pakhuis met kroonlijst op houten consoles, getoogde vensters en geprofileerde bakstenen waterlijst boven de pui                                                                                                   | Opslag                    | 19e eeuw                                                              | | Havendijk 22 | 51° 49' 50" NB, 4° 58' 39" OL | 16607  | Meer afbeeldingen |
| Hoekpand Balensteeg met gepleisterde lijstgevel en schilddak | Woonhuis                  | 19e eeuw                                                              | | Havendijk 28 | 51° 49' 50" NB, 4° 58' 39" OL | 16608  | Meer afbeeldingen |
| Hoekpand Balensteeg met schilddak, lijstgevel (midden 19e eeuw) met in de verdiepingen schuiframen. Deur met pilasters en hoofdgestel                                                                             | Woonhuis                  | mogelijk 18e eeuw                                                     | | Havendijk 32 | 51° 49' 51" NB, 4° 58' 39" OL | 16609  | Meer afbeeldingen |
| Huis met gevel onder rechte lijst | Woonhuis                  | 17e/18e eeuw                                                          | | Havendijk 72 | 51° 49' 53" NB, 4° 58' 40" OL | 16610  | Huis met gevel onder rechte lijst |
| Hoekpand Struisvogelstraat. Pand ter breedte van vijf vensterassen en vier vakken diep | Woonhuis                  | midden 19e eeuw                                                       | | Hoge Torenstraat 10 | 51° 49' 46" NB, 4° 58' 19" OL | 16611  | Meer afbeeldingen |
| Huis met renaissance-gevel met dordtse togen op kolonetten, afgeknot en voorzien van kroonlijst | Woonhuis                  | eerste helft 17e eeuw                                                 | | Hoogstraat 7 | 51° 49' 49" NB, 4° 58' 33" OL | 16612  | Meer afbeeldingen |
| Pand uit de 18e eeuw met winkelpui | Winkel                    | 18e eeuw (pand) 1876 (winkelpand)                                     | | Hoogstraat 9 | 51° 49' 49" NB, 4° 58' 33" OL | 525126 | Meer afbeeldingen |
| Pand met eenvoudige lijstgevel | Woonhuis                  | ca. 1850                                                              | | Hoogstraat 8 | 51° 49' 49" NB, 4° 58' 31" OL | 16613  | Pand met eenvoudige lijstgevel |
| Huis met lijstgevel | Woonhuis                  | 18e/19e eeuw                                                          | | Hoogstraat 10 | 51° 49' 48" NB, 4° 58' 32" OL | 16614  | Huis met lijstgevel |
| Huis met lijstgevel | Woonhuis                  | tweede helft 18e eeuw                                                 | | Hoogstraat 14 | 51° 49' 48" NB, 4° 58' 32" OL | 16616  | Huis met lijstgevel |
| Huis met eenvoudige lijstgevel | Woonhuis                  | eerste helft 19e eeuw                                                 | | Hoogstraat 16 | 51° 49' 48" NB, 4° 58' 32" OL | 16617  | Huis met eenvoudige lijstgevel |
| Hoekpand Langendijk. Monumentaal huis met gepleisterde lijstgevels, gemoderniseerd midden 19e eeuw. Kroonlijst en deuromlijsting met hoofdgestel, waarin rijk gesneden fries                                      | Woonhuis                  | 18e eeuw                                                              | | Hoogstraat 32 | 51° 49' 48" NB, 4° 58' 35" OL | 16618  | Meer afbeeldingen |
| Huis met tot tuitgevel gewijzigde trapgevel met natuurstenen banden, geblokte ontlastingsbogen met sluitstenen, waarop puttokopjes, geprofileerde waterlijst en boven de puibalk cartouche met jaartal            | Woonhuis                  | 1645 (jaartal)                                                        | | Kalkhaven 70 | 51° 49' 42" NB, 4° 58' 40" OL | 16620  | Meer afbeeldingen |
| Arckel | Woonhuis                  | 1603 (gevelsteen)                                                     | | Kerksteeg 8 | 51° 49' 45" NB, 4° 58' 32" OL | 16621  | Meer afbeeldingen |
| Huis met tuitgevel met driehoekig fronton | Werk-woonhuis             | 18e eeuw                                                              | | Kortendijk 8 | 51° 49' 49" NB, 4° 58' 36" OL | 16622  | Huis met tuitgevel met driehoekig fronton |
| De Hoop | Werk-woonhuis             |                                                                       | | Kraansteeg 14 | 51° 49' 46" NB, 4° 58' 32" OL | 16623  | Meer afbeeldingen |
| Huis met gewitte lijstgevel met uitgekraagde schoorsteen en empire-schuiframen | Werk-woonhuis             | 18e eeuw (poortje)                                                    | | Kraansteeg 18 | 51° 49' 46" NB, 4° 58' 33" OL | 16624  | Meer afbeeldingen |
| Hoekpand Robbestraat met mooi, hoog schilddak. Gepleisterde lijstgevels | Werk-woonhuis             | eerste helft 19e eeuw                                                 | | Kriekenmarkt 1 | 51° 49' 40" NB, 4° 58' 36" OL | 16625  | Meer afbeeldingen |
| Huis met gepleisterde lijstgevel met stucversieringen | Woonhuis                  | derde kwart 19e eeuw                                                  | | Kriekenmarkt 5 | 51° 49' 40" NB, 4° 58' 36" OL | 16626  | Meer afbeeldingen |
| Huis met lijstgevel met getoogd venster | Woonhuis                  | derde kwart 19e eeuw                                                  | | Kriekenmarkt 7 | 51° 49' 40" NB, 4° 58' 36" OL | 16627  | Meer afbeeldingen |
| Huis met lijstgevel | Woonhuis                  | eerste helft 19e eeuw                                                 | | Kriekenmarkt 11 | 51° 49' 40" NB, 4° 58' 36" OL | 16628  | Meer afbeeldingen |
| Huis met schilddak, waarin dakvenster met vleugelstukken | Woonhuis                  | 1846 (baksteen)                                                       | | Kriekenmarkt 17 | 51° 49' 39" NB, 4° 58' 36" OL | 16629  | Meer afbeeldingen |
| Rij van drie woonhuizen | Woonhuis                  | 1890                                                                  | Jan Kraai | Kriekenmarkt 21 | 51° 49' 38" NB, 4° 58' 36" OL | 525127 | Meer afbeeldingen |
| Gepleisterde lijstgevel met gewijzigde pui. Huis met schilddak | Woonhuis                  | 18e eeuw                                                              | | Kruisstraat 11 | 51° 49' 49" NB, 4° 58' 22" OL | 16632  | Meer afbeeldingen |
| Huis met puntgevel met geprofileerde geblokte ontlastingsbogen op draagsteentjes met koppen | Woonhuis                  | 1613 (cartouche)                                                      | | Kruisstraat 19 | 51° 49' 49" NB, 4° 58' 22" OL | 16631  | Meer afbeeldingen |
| Toren Ned.Herv.Kerk (Grote Toren) | Kerk en kerkonderdeel     | ca.1450-1517 (bouw) 1941-1950 (restauratie)                           | | Krijtstraat 1 | 51° 49' 46" NB, 4° 58' 21" OL | 16634  | Meer afbeeldingen |
| Over de Schuttersgracht bij de Kriekenstraat, achter het Arsenaal oude brugleuning met balusters | Brug                      | 18e eeuw                                                              | | Kriekenstraat (Schuttersgracht) | 51° 49' 42" NB, 4° 58' 19" OL | 16701  | Over de Schuttersgracht bij de Kriekenstraat, achter het Arsenaal oude brugleuning met balusters                                                                             |
| Stadsapotheek | Werk-woonhuis             | eerste helft 19e eeuw                                                 | | Langendijk 24 | 51° 49' 46" NB, 4° 58' 34" OL | 16638  | Meer afbeeldingen |
| Huis met lijstgevel | Werk-woonhuis             | midden 19e eeuw                                                       | | Langendijk 26 | 51° 49' 46" NB, 4° 58' 33" OL | 16639  | Huis met lijstgevel |
| Huis met gecementeerde lijstgevel met in de verdieping empire-ramen en in de zolderverdieping ramen in stijl | Werk-woonhuis             | 18e eeuw                                                              | | Langendijk 27 | 51° 49' 46" NB, 4° 58' 35" OL | 16635  | Meer afbeeldingen |
| Huis met trapgevel met boven het venster van de zolderverdieping een geblokte ontlastingsboog | Werk-woonhuis             | ca. 1700                                                              | | Langendijk 47 | 51° 49' 45" NB, 4° 58' 34" OL | 16636  | Meer afbeeldingen |
| Dit is in Abrahams Schoot | Kerk en kerkonderdeel     | 1669 (bouw) 1842 (verbouwd)                                           | | Langendijk 70 | 51° 49' 43" NB, 4° 58' 32" OL | 16640  | Meer afbeeldingen |
| Woonhuis met poortdoorgang in traditioneel-ambachtelijke stijl met invloeden van neoclassicisme | Woonhuis                  | 1899                                                                  | Jan Hendrik Verweij                                                                                               | Langendijk 70 | 51° 49' 43" NB, 4° 58' 32" OL | 525128 | Meer afbeeldingen |
| Lingehaven | Omwalling                 |                                                                       | | Lingehaven | 51° 49' 42" NB, 4° 58' 34" OL | 16641  | Meer afbeeldingen |
| Tussenstelling Spijksche Veld: Inundatiesluis / Uitwateringssluis (Dalemse Sluis) | Bomvrij militair object   | 1814                                                                  | | Merwededijk | 51° 49' 38" NB, 4° 59' 35" OL | 532021 | Meer afbeeldingen |
| Begraafplaatssluis: schutsluis van het type Groene Sluis | Waterkering en -doorlaat  | 1886-1891                                                             | | Merwedekanaal/Handelskade | 51° 50' 21" NB, 4° 58' 35" OL | 525105 | Meer afbeeldingen |
| Begraafplaatssluis: schuilhokje | Waterkering en -doorlaat  | 1889-1891                                                             | | Merwedekanaal/Handelskade | 51° 50' 12" NB, 4° 58' 28" OL | 525107 | Begraafplaatssluis: schuilhokje |
| Begraafplaatssluis: schotbalkloods in Traditioneel Ambachtelijke stijl | Waterkering en -doorlaat  | 1892-1893                                                             | | Merwedekanaal (bij de sluis) | 51° 50' 12" NB, 4° 58' 28" OL | 525106 | Begraafplaatssluis: schotbalkloods in Traditioneel Ambachtelijke stijl |
| Huis met tuitgevel | Werk-woonhuis             | 18e eeuw                                                              | | Molenstraat 7 | 51° 49' 45" NB, 4° 58' 30" OL | 16642  | Meer afbeeldingen |
| Huis met gepleisterde lijstgevel | Werk-woonhuis             | ca. 1800                                                              | | Molenstraat 8 | 51° 49' 45" NB, 4° 58' 29" OL | 16658  | Huis met gepleisterde lijstgevel |
| Huis met gepleisterde tuitgevel | Werk-woonhuis             | 18e eeuw                                                              | | Molenstraat 9 | 51° 49' 45" NB, 4° 58' 30" OL | 16643  | Meer afbeeldingen |
| Huis met schilddak, waarin dakvenster | Werk-woonhuis             | tweede helft 18e eeuw                                                 | | Molenstraat 11 | 51° 49' 45" NB, 4° 58' 30" OL | 16644  | Huis met schilddak, waarin dakvenster |
| Huis met klokgevel met segmentvormige afdekking | Woonhuis                  | 18e eeuw                                                              | | Molenstraat 12 | 51° 49' 44" NB, 4° 58' 29" OL | 16659  | Huis met klokgevel met segmentvormige afdekking |
| Pand onder schilddak met dakvenster | Werk-woonhuis             | tweede helft 17e eeuw                                                 | | Molenstraat 13 | 51° 49' 45" NB, 4° 58' 30" OL | 16645  | Pand onder schilddak met dakvenster |
| Huis met gepleisterde lijstgevel | Werk-woonhuis             | eerste helft 19e eeuw                                                 | | Molenstraat 14 | 51° 49' 44" NB, 4° 58' 29" OL | 16660  | Huis met gepleisterde lijstgevel |
| Huize Matthijs-Marijke (weeshuis) | Sociale zorg, liefdadigh. | 1746 (jaartal)                                                        | | Molenstraat 15 | 51° 49' 45" NB, 4° 58' 30" OL | 16646  | Meer afbeeldingen |
| Hoekpand Zusterstraat onder schilddak, waarin dakvenster met vleugelstukken. Lijstgevel met in de verdieping Empire-schuiframen                                                                                   | Werk-woonhuis             | tweede kwart 19e eeuw                                                 | | Molenstraat 20 | 51° 49' 44" NB, 4° 58' 28" OL | 16661  | Hoekpand Zusterstraat onder schilddak, waarin dakvenster met vleugelstukken. Lijstgevel met in de verdieping Empire-schuiframen                                              |
| Hoekpand Weessteeg | Werk-woonhuis             | 18e eeuw                                                              | | Molenstraat 21 | 51° 49' 44" NB, 4° 58' 30" OL | 16647  | Meer afbeeldingen |
| Huis met lijstgevel met in de verdieping schuiframen | Werk-woonhuis             | tweede kwart 19e eeuw                                                 | | Molenstraat 22 | 51° 49' 44" NB, 4° 58' 28" OL | 16662  | Huis met lijstgevel met in de verdieping schuiframen |
| Huis met lijstgevel met goede pui, waarin deurpilasters met hoofdgestel | Woonhuis                  | 18e eeuw                                                              | | Molenstraat 25 | 51° 49' 44" NB, 4° 58' 30" OL | 16648  | Meer afbeeldingen |
| Huis met gepleisterd klokgeveltje met segmentvormige afdekking en hoekvoluten | Werk-woonhuis             | 18e eeuw                                                              | | Molenstraat 27 | 51° 49' 44" NB, 4° 58' 30" OL | 16649  | Meer afbeeldingen |
| Het Tinnen Koelvat | Werk-woonhuis             | 1750 (jaartal)                                                        | | Molenstraat 29 | 51° 49' 43" NB, 4° 58' 29" OL | 16650  | Meer afbeeldingen |
| De Doelen (het oude Doelhuys) | Vergadering en vereniging | 1589 / laatste kwart 17e eeuw                                         | | Molenstraat 30 | 51° 49' 43" NB, 4° 58' 28" OL | 16663  | Meer afbeeldingen |
| Huis met gewitte lijstgevel | Werk-woonhuis             | eerste helft 19e eeuw                                                 | | Molenstraat 31 | 51° 49' 43" NB, 4° 58' 30" OL | 16651  | Meer afbeeldingen |
| Huis met eenvoudige lijstgevel | Werk-woonhuis             | tweede kwart 19e eeuw                                                 | | Molenstraat 33 | 51° 49' 43" NB, 4° 58' 30" OL | 16652  | Meer afbeeldingen |
| Hoekpand Revetsteeg onder schilddak, waarin dakvenster met vleugelstukken. Geverfde lijstgevel; zijgevel gepleisterd, met Empire-ramen                                                                            | Woonhuis                  | laatste kwart 18e eeuw                                                | | Molenstraat 38 | 51° 49' 40" NB, 4° 58' 27" OL | 16664  | Meer afbeeldingen |
| Huis met eenvoudige gevel onder zeer rijk gesneden lijst | Werk-woonhuis             | derde kwart 19e eeuw                                                  | | Molenstraat 39 | 51° 49' 43" NB, 4° 58' 29" OL | 16653  | Huis met eenvoudige gevel onder zeer rijk gesneden lijst |
| Voormalige R.K. Wees- en Armhuis | Woonhuis                  | eerste helft 19e eeuw                                                 | | Molenstraat bij 40 | 51° 49' 40" NB, 4° 58' 27" OL | 16665  | Voormalige R.K. Wees- en Armhuis |
| Huis met eenvoudige lijstgevel | Woonhuis                  | midden 19e eeuw                                                       | | Molenstraat 41 | 51° 49' 42" NB, 4° 58' 29" OL | 16654  | Huis met eenvoudige lijstgevel |
| Huis met schilddak en dakvenster | Woonhuis                  | eerste helft 19e eeuw                                                 | | Molenstraat 44 | 51° 49' 39" NB, 4° 58' 27" OL | 16667  | Meer afbeeldingen |
| Huis met gepleisterde lijstgevel met goede pui | Woonhuis                  | eerste kwart 19e eeuw                                                 | | Molenstraat 48 | 51° 49' 39" NB, 4° 58' 27" OL | 16666  | Meer afbeeldingen |
| Hoekpand Bornsteeg. Breed patriciershuis ter breedte van vijf vensters onder hoog schilddak. Lijstgevel met Empire-schuiframen en deurpartij                                                                      | Woonhuis                  | 18e eeuw                                                              | | Molenstraat 49 | 51° 49' 42" NB, 4° 58' 29" OL | 16655  | Hoekpand Bornsteeg. Breed patriciershuis ter breedte van vijf vensters onder hoog schilddak. Lijstgevel met Empire-schuiframen en deurpartij                                 |
| Huis met gepleisterde lijstgevel | Woonhuis                  | ca. 1800                                                              | | Molenstraat 50 | 51° 49' 39" NB, 4° 58' 27" OL | 16668  | Meer afbeeldingen |
| Huis met gepleisterde lijstgevel. Dakvenster met vleugelstukken, in het schilddak | Woonhuis                  | eerste helft 19e eeuw                                                 | | Molenstraat 58 | 51° 49' 38" NB, 4° 58' 26" OL | 16670  | Meer afbeeldingen |
| Huis met gepleisterde lijstgevel met inrijpoort | Woonhuis                  | eerste helft 19e eeuw                                                 | | Molenstraat 60 | 51° 49' 38" NB, 4° 58' 26" OL | 16671  | Huis met gepleisterde lijstgevel met inrijpoort |
| Loge in een aan het Classicisme verwante stijl | Vergadering en vereniging | 1885                                                                  | | Molenstraat 75 | 51° 49' 40" NB, 4° 58' 28" OL | 525131 | Meer afbeeldingen |
| 't Wapen van Dantzig | Werk-woonhuis             | 17e eeuw                                                              | | Molenstraat 97 | 51° 49' 39" NB, 4° 58' 28" OL | 16656  | Meer afbeeldingen |
| Tolhuis | Bestuursgebouw en onderdl | 1598                                                                  | | Molenstraat 109 | 51° 49' 37" NB, 4° 58' 27" OL | 16657  | Meer afbeeldingen |
| Statig patriciershuis met schilddak, waarin twee dakvensters met vleugelstukken | Woonhuis                  | ca.1800                                                               | | Nonnenveld 6 | 51° 49' 37" NB, 4° 58' 35" OL | 16672  | Meer afbeeldingen |
| Huisje onder schilddak | Woonhuis                  | laatste kwart 18e eeuw                                                | | Nonnenveld 8 | 51° 49' 37" NB, 4° 58' 36" OL | 16673  | Meer afbeeldingen |
| 't Zonnehuis | Woonhuis                  | 1937                                                                  | Jan Rebel | Plantsoen 20 | 51° 50' 5" NB, 4° 58' 2" OL   | 525132 | Meer afbeeldingen |
| Pomp met cartouche | Straatmeubilair           | 1607 (jaartal)                                                        | | Pompstraat bij 1 | 51° 49' 42" NB, 4° 58' 53" OL | 16695  | Meer afbeeldingen |
| Tot tuitgevel gewijzigde trapgevel met geblokte ontlastingsbogen, sierankers en cartouche boven de puibalk met jaartal                                                                                            | Woonhuis                  | 1615 (jaartal)                                                        | | Robberstraat 8 | 51° 49' 40" NB, 4° 58' 38" OL | 16674  | Meer afbeeldingen |
| Oostmolen | Industrie- en poldermolen | 1817                                                                  | | Schelluinsevliet 55 | 51° 50' 24" NB, 4° 56' 36" OL | 16692  | Meer afbeeldingen |
| Westmolen | Industrie- en poldermolen | 1814                                                                  | | Schelluinsevliet | 51° 50' 25" NB, 4° 56' 24" OL | 16693  | Meer afbeeldingen |
| Drie blokken met totaal 20 geschakelde eengezinswoning; onderdeel complex Het Kremlin | Woonhuis                  | 1959                                                                  | A. Evers en G.J.M. Sarlemijn                                                                                      | St. Jorisplein 1 t/m 27 | 51° 50' 23" NB, 4° 57' 47" OL | 530955 | Drie blokken met totaal 20 geschakelde eengezinswoning; onderdeel complex Het Kremlin                                                                                        |
| De Rotonde | Handel en kantoor         | 1940                                                                  | B. Merkelbach en Ch.J.F. Karsten                                                                                  | Spijksedijk 8 | 51° 50' 5" NB, 4° 58' 48" OL  | 525102 | Meer afbeeldingen |
| Zes lantaarnpalen rondom het ontvangstgebouw | Straatmeubilair           | 1940                                                                  | Merkelbach en Karsten                                                                                             | Spijksedijk bij 8 | 51° 50' 5" NB, 4° 58' 47" OL  | 525103 | Meer afbeeldingen |
| Kazernepoort; toegangshek Willemkazerne | Erfscheiding              |                                                                       | | Struisvogelstraat | 51° 49' 48" NB, 4° 58' 12" OL | 16700  | Meer afbeeldingen |
| Voormalig woonhuis in neorenaissancestijl | Woonhuis                  | 1910                                                                  | A. Mulder | Tinnegietersteeg 1 | 51° 49' 49" NB, 4° 58' 27" OL | 525133 | Voormalig woonhuis in neorenaissancestijl |
| Huis met tot topgevel met gezwenkte contouren gewijzigde trapgevel van gele en rode steen met ontlastingsbogen en muurankers                                                                                      | Woonhuis                  | 1687 (huis) 18e eeuw (pui) 1962 (restauratie)                         | | Tolsteeg 3 | 51° 49' 38" NB, 4° 58' 28" OL | 16675  | Meer afbeeldingen |
| Huis met gepleisterde lijstgevel waartegen pilasters | Woonhuis                  | eerste helft 19e eeuw                                                 | | Vismarkt 10 | 51° 49' 46" NB, 4° 58' 41" OL | 16676  | Huis met gepleisterde lijstgevel waartegen pilasters |
| Voormalig kruitmagazijn | Militaire opslagplaats    | 1837-1838                                                             | | Vijfde Uitgang 5 | 51° 49' 59" NB, 4° 58' 48" OL | 525121 | Voormalig kruitmagazijn |
| Hoekpand Kruisstraat. Schilddak met dakvenster. Lijstgevel met zeer fraai gesneden lijst | Woonhuis                  | eerste helft 19e eeuw                                                 | | Westwagenstraat 1 | 51° 49' 49" NB, 4° 58' 21" OL | 16677  | Meer afbeeldingen |
| Huis bestaande uit twee tuitgevels met geprofileerde lijst-afdekkingen | Woonhuis                  | 18e eeuw                                                              | | Westwagenstraat 37 | 51° 49' 50" NB, 4° 58' 17" OL | 16678  | Huis bestaande uit twee tuitgevels met geprofileerde lijst-afdekkingen |
| Huis met trapgevel met ontlastingsbogen en ankers | Woonhuis                  | 17e eeuw                                                              | | Westwagenstraat 77 | 51° 49' 50" NB, 4° 58' 13" OL | 16679  | Meer afbeeldingen |
| Huis met statige lijstgevel, vier vensters breed, met consoles | Woonhuis                  |                                                                       | | Westwagenstraat 79 | 51° 49' 49" NB, 4° 58' 12" OL | 16680  | Meer afbeeldingen |
| Hervormde Diaconie-armhuis | Sociale zorg, liefdadigh. | 1826 (vensterassen)                                                   | | Westwagenstraat 14 | 51° 49' 51" NB, 4° 58' 20" OL | 16681  | Meer afbeeldingen |
| Huis met tot lijstgevel gewijzigde trapgevel met dubbele, geblokte pilasters en ontlastingsbogen | Woonhuis                  | eerste helft 17e eeuw                                                 | | Westwagenstraat 28 | 51° 49' 50" NB, 4° 58' 17" OL | 16682  | Meer afbeeldingen |
| Huis met tuitgevel met goede pui | Woonhuis                  | 18e eeuw (huis) eerste helft 19e eeuw (pui)                           | | Westwagenstraat 34 | 51° 49' 50" NB, 4° 58' 17" OL | 16683  | Huis met tuitgevel met goede pui |
| Wachthuis, zonder verdieping onder afgeplat schilddak met twee dakkapellen met zijvoluten aan de korte zijden en een omlopende kroonlijst                                                                         | Woonhuis                  | 19e eeuw                                                              | | Wolpherenwal 3 | 51° 49' 50" NB, 4° 58' 7" OL  | 16684  | Meer afbeeldingen |
| De haze-carillon (klokkenspel in de Sint Martinustoren) | Kerk en kerkonderdeel     | 1678                                                                  | | Wijnkoperstraat | 51° 49' 46" NB, 4° 58' 21" OL | 16685  | Upload foto |
| Joodse begraafplaats en gelegen buiten de bebouwde kom van Gorinchem | Begraafplaats en -onderdl | 1814                                                                  | | Willem de Vries Robbeweg 10 | 51° 50' 12" NB, 4° 58' 42" OL | 525109 | Meer afbeeldingen |
| Metaheir-huis behorend bij de Joodse begraafplaats | Begraafplaats en -onderdl | 1935                                                                  | Bauke van de Zijpp                                                                                                | Willem de Vries Robbeweg 10 | 51° 50' 12" NB, 4° 58' 42" OL | 525110 | Meer afbeeldingen |
| Hek bij de Joodse begraafplaats | Begraafplaats en -onderdl | 1882                                                                  | | Willem de Vries Robbeweg 10 | 51° 50' 12" NB, 4° 58' 42" OL | 525111 | Meer afbeeldingen |
| Algemene begraafplaats met diverse grafmonumenten | Begraafplaats en -onderdl | 1829                                                                  | | Willem de Vries Robbeweg 33 | 51° 50' 18" NB, 4° 58' 40" OL | 525113 | Meer afbeeldingen |
| Algemene begraafplaats: toegangshek in electische trant | Begraafplaats en -onderdl | midden 19e eeuw                                                       | | Willem de Vries Robbeweg 33 | 51° 50' 18" NB, 4° 58' 40" OL | 525114 | Meer afbeeldingen |
| Dienstwoning | Dienstwoning              | 1908                                                                  | S. Uden Masman | Willem de Vries Robbeweg 33 | 51° 50' 18" NB, 4° 58' 40" OL | 525115 | Meer afbeeldingen |
| Begraafplaatsaula | Begraafplaats en -onderdl | 1908                                                                  | S. Uden Masman | Willem de Vries Robbeweg 33 | 51° 50' 18" NB, 4° 58' 40" OL | 525116 | Meer afbeeldingen |
| Toegangshek | Begraafplaats en -onderdl | 1908                                                                  | S. Uden Masman | Willem de Vries Robbeweg 33 | 51° 50' 18" NB, 4° 58' 40" OL | 525117 | Meer afbeeldingen |
| Pand | Woonhuis                  | mogelijk 16e eeuw                                                     | | Zusterhuis 8 | 51° 49' 45" NB, 4° 58' 23" OL | 16686  | Meer afbeeldingen |
| Dwarshuisje van alleen begane-grond met zadeldak, waarin dakvenster met vleugelstukken | Woonhuis                  | eerste helft 19e eeuw                                                 | | Zusterhuis 10 | 51° 49' 45" NB, 4° 58' 22" OL | 16687  | Meer afbeeldingen |
| Pand met eenvoudige lijstgevel, midden | Woonhuis                  | midden 19e eeuw                                                       | | Zusterstraat 7 | 51° 49' 43" NB, 4° 58' 27" OL | 16688  | Meer afbeeldingen |
| Pand met eenvoudige lijstgevel | Woonhuis                  | ca. 1850                                                              | | Zusterstraat 9 | 51° 49' 44" NB, 4° 58' 27" OL | 16689  | Meer afbeeldingen |
| School | Onderwijs en wetenschap   | 1938                                                                  | Gerardus Johannes Geijtenbeek                                                                                     | Zusterstraat 29 | 51° 49' 43" NB, 4° 58' 22" OL | 525134 | Meer afbeeldingen |

## Vestingwerken
De volgende 24 rijksmonumenten horen bij het rijksmonumentencomplex Vesting Gorinchem (complexnummer 365879):
| Object            | Oorspronkelijke functie? | Bouwjaar | Architect | Locatie                                      | Coördinaten?                  | Nr.?   | Afbeelding        |
| ----------------- | ------------------------ | -------- | --------- | -------------------------------------------- | ----------------------------- | ------ | ----------------- |
| Bastion VII       | Omwalling                |          |           | Altenawal bij 4                              | 51° 49' 40" NB, 4° 58' 44" OL | 365891 | Bastion VII       |
| Bastion I         | Omwalling                |          |           | Bagijnenwal bij 36                           | 51° 50' 0" NB, 4° 58' 37" OL  | 365880 | Bastion I         |
| Courtine I-II     | Omwalling                |          |           | Walstraat bij 2                              | 51° 49' 58" NB, 4° 58' 17" OL | 365881 | Courtine I-II     |
| Bastion II        | Omwalling                |          |           | Nieuwe Walsteeg bij 6                        | 51° 49' 58" NB, 4° 58' 19" OL | 365882 | Bastion II        |
| Courtine II-III   | Omwalling                |          |           | Wolpherenwal bij 1                           | 51° 49' 50" NB, 4° 58' 5" OL  | 365883 | Courtine II-III   |
| Bastion III       | Bomvrij militair object  |          |           | Bastion III met Caponniere Kanselpoortstraat | 51° 49' 44" NB, 4° 58' 8" OL  | 365884 | Bastion III       |
| Courtine III-IV   | Omwalling                |          |           | Wolpherenwal bij 3                           | 51° 49' 44" NB, 4° 58' 6" OL  | 365885 | Courtine III-IV   |
| Bastion IV        | Omwalling                |          |           | Wilhelminaplein bij 20                       | 51° 49' 44" NB, 4° 58' 8" OL  | 365886 | Bastion IV        |
| Courtine IV-V     | Omwalling                |          |           | Westerstraat bij 6                           | 51° 49' 44" NB, 4° 58' 8" OL  | 365887 | Courtine IV-V     |
| Bastion V         | Omwalling                |          |           | Krabsteeg tegenover 37                       | 51° 49' 39" NB, 4° 58' 22" OL | 365888 | Bastion V         |
| Bastion VI        | Omwalling                |          |           | Bastion VI Tolsteeg                          | 51° 49' 37" NB, 4° 58' 30" OL | 365889 | Bastion VI        |
| Courtine VI-VII   | Omwalling                |          |           | Nonnenveld bij 14                            | 51° 49' 39" NB, 4° 58' 35" OL | 365890 | Courtine VI-VII   |
| Courtine VII-VIII | Omwalling                |          |           | Lombardstraat tegenover 15                   | 51° 49' 41" NB, 4° 58' 48" OL | 365892 | Courtine VII-VIII |
| Bastion VIII      | Omwalling                |          |           | Dalembolwerk bij 17                          | 51° 49' 41" NB, 4° 58' 56" OL | 365893 | Bastion VIII      |
| Courtine VIII-IX  | Omwalling                |          |           | Dalembolwerk bij 17                          | 51° 49' 41" NB, 4° 58' 56" OL | 365894 | Meer afbeeldingen |
| Bastion IX        | Omwalling                |          |           | Dalemwal bij 15                              | 51° 49' 53" NB, 4° 59' 4" OL  | 365895 | Bastion IX        |
| Courtine IX-X     | Omwalling                |          |           | Dalemwal bij 9                               | 51° 49' 53" NB, 4° 59' 4" OL  | 365896 | Courtine IX-X     |
| Bastion X         | Omwalling                |          |           | Dalemwal bij 9                               | 51° 49' 53" NB, 4° 59' 4" OL  | 365897 | Bastion X         |
| Courtine X-XI     | Omwalling                |          |           | Vijfde Uitgang bij 1                         | 51° 49' 53" NB, 4° 59' 4" OL  | 365898 | Courtine X-XI     |
| Bastion XI        | Omwalling                |          |           | Vijfde Uitgang bij 1                         | 51° 49' 59" NB, 4° 58' 47" OL | 365899 | Bastion XI        |
| Courtine XI-I     | Omwalling                |          |           | Vijfde Uitgang bij 6                         | 51° 49' 58" NB, 4° 58' 43" OL | 365900 | Upload foto       |
| Enveloppe-oost    | Omwalling                |          |           | Enveloppe-Oost                               | 51° 49' 53" NB, 4° 59' 4" OL  | 365901 | Upload foto       |
| Hoofdwacht        | Militair wachtgebouw     | 1784     |           | Grote Markt 6                                | 51° 49' 47" NB, 4° 58' 31" OL | 365902 | Meer afbeeldingen |
| Tuighuis          | Militaire opslagplaats   | 1755     |           | Boerenstraat 44                              | 51° 49' 41" NB, 4° 58' 21" OL | 365903 | Meer afbeeldingen |

## Vervallen monumenten
De volgende objecten zijn geen rijksmonument meer. Onderdelen van Appeldijk 23 en 25 zijn hierboven opgenomen onder nieuwe monumentnummers.
| Object | Oorspronkelijke functie? | Bouwjaar              | Architect | Locatie      | Coördinaten?                  | Nr.?   | Afbeelding                                                   |
| --- | ------------------------ | --------------------- | --------- | ------------ | ----------------------------- | ------ | ------------------------------------------------------------ |
| Huis met lijstgevel. Rijke Lodewijk XIV-decoratie rond het middenvenster van de verdieping. Gesneden Lodewijk XIV-consoles onder de kroonlijst | Werk-woonhuis            | 1735                  |           | Appeldijk 3  | 51° 49' 47" NB, 4° 58' 38" OL | 16538  | Meer afbeeldingen                                            |
| Huis onder schilddak met dakvenster. Gepleisterde lijstgevel                                                                                   | Woonhuis                 | eerste helft 19e eeuw |           | Appeldijk 25 | 51° 49' 45" NB, 4° 58' 37" OL | 16544  | Huis onder schilddak met dakvenster. Gepleisterde lijstgevel |
| Schotbalkloods | Waterkering en -doorlaat | 1889-1991             |           | Melkheul     | 51° 49' 51" NB, 4° 58' 8" OL  | 525129 | Schotbalkloods                                               |